# Cowboys in Scandinavia
Cowboys in Scandinavia, med undertiteln "The New Folk Sounds from Northern Europe", är ett samlingsalbum med countrymusik av svenska och norska artister. Det gavs ut 2006 av det franska skivbolaget Fargo Records.

## Låtlista
1. Christian Kjellvander - "Allelujah"
2. The Lancaster Orchestra - "Bad Horse"
3. St Thomas - "Twisted Cowboy"
4. Nicolai Dunger - "Soul Rush"
5. Mattias Hellberg - "Power Failure"
6. Junip - "The Ghost of Tom Joad" (Bruce Springsteen-cover)
7. Britta Persson - "Defrag My Heart"
8. Dusty Fingers - "Quite Alright"
9. Kristofer Åström & Hidden Truck - "Oh Lord"
10. Christer Knutsen - "Watching You Steal My Pain"
11. Tobias Fröberg - "Don't You Worry 'Bout a Thing"
12. Johanna Berhan - "To Hide This Way"
13. Thomas Dybdhal - "Dreamweaver"
14. Tarantula - "Browngreen Pounding Eyes"
15. Mikael Herrstrom - "Do They Let Me Kind in There?"
16. Johnossi - "Family Values"
17. José González - "Save Your Day"
18. Hederos & Hellberg - "Take Care"
19. Motorpsycho - "Theme from the Tussler"